# Lauri
Lauri ist ein finnischer und estnischer männlicher Vorname, abgeleitet vom lateinischen Namen Laurentius. Lauri tritt auch als Familienname sowie selten, insbesondere in den USA, auch als weiblicher Vorname auf.

## Bekannte Namensträger

### Männlicher Vorname
- Lauri Asikainen (* 1989), finnischer Skispringer
- Lauri Aus (1970–2003), estnischer Radrennfahrer
- Lauri Hakola (* 1979), finnischer Skispringer
- Lauri Honko (1932–2002), finnischer Folklorist und Rechtswissenschaftler
- Lauri Ikonen (1888–1966), finnischer Komponist
- Lauri Ingman (1868–1934), finnischer Theologe und Politiker
- Lauri Kangas (1916–1986), finnischer Ringer
- Lauri Koskela (1907–1944), finnischer Ringer
- Lauri Lassila (* 1976), finnischer Freestyle-Skier
- Lauri Lehtinen (1908–1973), finnischer Leichtathlet
- Lauri Markkanen (* 1997), finnischer Basketballspieler
- Lauri Porra (* 1977), finnischer Musiker
- Lauri Rapala (1905–1974), finnischer Angler
- Lauri Kristian Relander (1883–1942), finnischer Präsident (1925–1931)
- Lauri Ylönen (* 1979), finnischer Musiker

Fiktive Personen:
- Lauri, einer der Brüder in Aleksis Kivis Roman Die Sieben Brüder

### Künstlername
- Lauri Wylie (1880–1951), britischer Autor

### Familienname
- Elena Lauri (1907–1961), dänisch-deutsche Schlagersängerin
- Furio Lauri (1918–2002), italienischer Pilot im Zweiten Weltkrieg
- Giacomo Lauri-Volpi (1892–1979), italienischer Tenor
- Guia Lauri Filzi (* 1943), argentinisch-italienische Pornodarstellerin
- Hannele Lauri (* 1952), finnische Schauspielerin
- Kjell Lauri (1956–2023), schwedischer Orientierungsläufer
- Lorenzo Lauri (1864–1941), italienischer Kardinal der römisch-katholischen Kirche
- Maris Lauri (* 1966), estnische Politikerin
- Miguel Ángel Lauri (1908–1994), argentinischer Fußballspieler und -trainer